# Anthaenantia
Genre
Synonymes
- Anthenantia P. Beauv.[2]
- Aulaxanthus Elliott[2]
- Aulaxia Nutt.[2]

Anthaenantia est un genre de plantes monocotylédones de la famille des Poaceae (graminées), sous-famille des Panicoideae, originaire d'Amérique du Nord et du Sud, qui comprend trois à cinq espèces acceptées selon les auteurs.
Ce sont des plantes herbacées, vivaces, rhizomateuses, aux tiges dressées de 70 à 110 cm de long et aux inflorescences en panicules.

## Étymologie
Le nom générique « Anthaenantia » dérive de deux racines grecques : ἄνθος (anthos), « fleur », et ἐναντίος (enantios), « opposé, contrarié ». Ce nom forgé par Palisot de Beauvois fait référence à la position des glumelles (paléole et lemme) du fleuron stérile qui sont « situées dans une position opposée et croisée » avec celles du fleuron fertile,.
A. Palisot de Beauvois a utilisé à l'origine trois variantes orthographiques, « Anthenantia », « Anthaenantia » et « Anthenanthia » pour désigner ce genre. Selon Clayton et Renvoize (Genera graminum : grasses of the world, 1986), seule la première  serait correcte sur le plan étymologique.

## Liste d'espèces
Selon The Plant List (5 juin 2018) :
- Anthenantia lanata   (Kunth) Benth.

- Anthenantia rufa (Elliott) Schult.

- Anthenantia texana Kral
- Anthenantia villosa (Michx.) P.Beauv.